# Còssifa de capell roig
El còssifa de capell roig (Cossypha natalensis) és una espècie d'ocell paseriforme de la família dels muscicàpids pròpia de l'Àfrica central, oriental i austral. El seus hàbitat principal són les sabanes i els boscos tropicals secs. El seu estat de conservació és considerat de risc mínim.